# Gemma di Vergy
Gemma di Vergy (título original en italiano; en español, Gema de Vergy) es una tragedia lírica u ópera trágica en dos actos con música de Gaetano Donizetti y libreto en italiano de Emanuele Bidéra, basado en la tragedia Charles VII chez ses grands vassaux (Carlos VII en las casas de sus grandes vasallos, 1831) de Alejandro Dumas, que también fue el tema de la ópera El sarraceno, del compositor ruso César Cui. Se estrenó el 26 de diciembre de 1834 en el Teatro de La Scala, Milán.

## Historia
Gemma de Vergy fue representada por vez primera en La Scala el 26 de diciembre de 1834. El rol titular fue asumido por la soprano italiana Giuseppina Ronzi de Begnis, la prima donna favorita de Donizetti en aquella época, para quien previamente había compuesto Fausta (1832), y para quien más tarde compondría Roberto Devereux (1837). La ópera siguió siendo muy popular en Italia hasta al menos los años 1860, y también se representacon producciones en Londres, París, Nueva York, Lisboa, San Petersburgo, Viena y Barcelona. 
Gemma de Vergy se repuso para la soprano Montserrat Caballé en una producción del Teatro San Carlos de Nápoles en diciembre de 1975. Existen una serie de grabaciones en vivo de la Caballé en Nápoles, París y Nueva York.
Esta ópera apenas se representa; en las estadísticas de Operabase aparece con sólo una representación en el período 2005-2010.

## Personajes
| Personaje                            | Tesitura     | Reparto el 26 de diciembre de 1834 Director: Eugenio Cavallini |
| ------------------------------------ | ------------ | -------------------------------------------------------------- |
| Conde de Vergy                       | barítono     | Giovanni Orazio Cartagenova                                    |
| Gemma, exesposa del Conde de Vergy   | soprano      | Giuseppina Ronzi de Begnis                                     |
| Ida, esposa del Conde de Vergy       | mezzosoprano | Felicita Baillou-Hillaret                                      |
| Tamas, árabe, servidor de Gemma      | tenor        | Domenico Reina                                                 |
| Guido, amigo del Conde de Vergy      | bajo         | Ignazio Marini                                                 |
| Rolando, escudero del Conde de Vergy | bajo         | Domenico Spiaggi                                               |

## Argumento
La heroína es la esposa estéril del Conde de Vergy, y la trama trata de sus celos y dolor cuando su marido organiza la anulación de su matrimonio en preparación a la llegada de su nueva esposa, Ida de Greville, y su desesperación siguiendo el asesinato de su esposo por un esclavo sarraceno, Tamas, quien en secreto está enamorado de ella y que se suicida tras ser maldecido por Gemma por su crimen.

## Nots y referencias
- Esta obra contiene una traducción parcial derivada de «Gemma di Vergy» de Wikipedia en inglés, publicada por sus editores bajo la Licencia de documentación libre de GNU y la Licencia Creative Commons Atribución-CompartirIgual 4.0 Internacional.